# Ateuchus alipioi
Ateuchus alipioi là một loài bọ cánh cứng trong họ Bọ hung (Scarabaeidae).